# Adam Žampa
Adam Žampa, född 13 september 1990, är en slovakisk alpin skidåkare som ingick i det slovakiska lag som vann silver i lagtävlingen vid världsmästerskapen i alpin skidsport 2017. Han var reserv och tävlade inte men tilldelades medalj.
Žampa deltog vid olympiska vinterspelen 2014 där hans bästa placering blev 5:e platsen i alpin kombination. Han är äldre bror till Andreas Žampa som också tävlar i alpin skidåkning.